# 明清战争
明清战争，交战双方为明朝（含南明）和后金（后改国号为“大清”，即清朝）。1589年，女真愛新覺羅部首領努爾哈赤統一建州女真，1616年建立後金。1644年清兵入山海關时，仅控制辽东和河北附近，与清朝并存的主要有三股勢力：南京的南明弘光帝、陕西的李自成、四川的张献忠。清朝將他們逐個擊破後，最後一個奉明正朔的政权明鄭結束於1683年。
明朝的支持者们没有被彻底消灭，他們转入地下活动，形成天地会、洪门等反清复明的秘密结社。戰爭過程中，清軍屠殺多處，例如揚州十日、嘉定三屠、大同之屠、以及庚寅之劫，而大西軍及明軍亦有軍紀敗壞及參與屠蜀等屠殺的記載。

## 背景
位於現今中國東北的女真族其中以先祖为渤海人的建州女真最為強大。明朝收建州女真為藩屬，冊封阿哈出為建州都指揮使，猛哥帖木兒為建州衛左都督。猛哥帖木兒在被野人女真所殺後，其弟凡察與子董山被迫南移，最後定居赫圖阿拉（今辽宁新賓），併入建州衛內。1442年明朝自建州左衛分立出右衛，以凡察領導右衛、董山領導左衛，形成建州三衛。
由於建州三衛屡次犯边抢掠 ，1467年明朝聯合朝鮮制裁建州三衛，並且於遼東邊界興建長城。明朝萬曆初年，董山的後代覺昌安與其子塔克世偕同明朝遼東總兵李成梁，以建州右衛王杲叛亂為由攻滅王杲與其子阿台，然而覺昌安父子也在混戰中死亡。1586年明廷襲封塔克世之子努爾哈赤為指揮使作為補償。努爾哈赤以祖、父遺留的十三副遺甲崛起，統一建州女真後陸續併吞女真各部，並與漠南蒙古友好。
建州女真國力日盛，1616年努爾哈赤在建立八旗制度後於赫圖阿拉（後稱興京）稱汗立國，即後金汗国。兩年後他以「七大恨」為由起兵反明。努爾哈赤在1619年的薩爾滸之戰中，擊敗楊鎬指揮的明軍、朝鮮與葉赫聯軍；接連佔領瀋陽、遼陽、撫順等遼東城市，隨後戰事集中於遼西地區。戰無不勝的努爾哈赤最後於1626年的寧遠戰役中被袁崇煥的紅衣大炮擊敗，不久逝世。第八子皇太極歷經權力鬥爭後繼位。
皇太極即位之后，针对努尔哈赤时期的社会矛盾进行了一系列改革，史称“天聪新政”。皇太极改文馆为内国史院、内秘书院、内弘文院，这是清朝内阁的雏形。还继续完善和扩大蒙古八旗、汉军八旗，设立理藩院管辖蒙古等地事务。將都城瀋陽易名「盛京」，更改「女真」族名為「滿洲」，1636年在盛京称帝，改年号为崇德，國號為大清。當時明朝在關外的勢力尚有袁崇煥守備的錦州、寧遠與松山等三城。皇太極為繞道避開此防線，首先穩定根據地。他先脅迫明朝求和未果，隨後成功降伏西邊蒙古察哈爾部和東邊朝鮮。接著，皇太極經察哈爾繞道入侵明朝首都北京。最後崇禎帝中了反間計，殺害援救北京的袁崇煥，史稱己巳之變。這種藉由繞道入侵的作法後來又執行五次，與明朝內部的流寇一同消耗明朝的經濟力。1642年，清軍於松錦之戰擊潰明軍並收降洪承疇等人，奪取明朝在關外的所有堡壘，防線移至山海關。1643年皇太極病死，第九子福臨繼位，是為順治帝，由其叔多爾袞攝政。

## 过程

### 关外鏖战

#### 後金崛起
明朝末年，辽东总兵李成梁利用女真各部落之间以及和其他民族部落之间的矛盾纵横捭阖，以控制局势。万历二年（1574年）建州右卫指挥使王杲不堪明朝压迫，起兵反明，战败被杀。王杲的儿子阿台得以逃脱，回到古勒城（今新宾上夹河镇古楼村）。阿台的妻子是努尔哈赤祖父觉昌安的孙女、父亲塔克世的侄女。
万历十一年（1583年）李成梁攻打古勒寨。觉昌安、塔克世进城去探望，因战事紧急被围在寨内。建州女真苏克素浒河部图伦城（今新宾汤图乡）的城主尼堪外兰在李成梁的指挥下诱阿太开城，攻破古勒寨之后屠城，觉昌安、塔克世也未能幸免。努尔哈赤和他的弟弟舒尔哈齐在败军之中，因仪表不凡，被李成梁的妻子放走。努尔哈赤归途中遇到额亦都等人拥戴，有十三副盔甲作为装备。他回到建州之后，派人质问明朝为何杀害其祖、父。明朝归还努尔哈赤祖、父遗体，并给他“敕书三十道，马三十匹，封龙虎将军，复给都督敕书”。
万历十二年（1584年）努尔哈赤率领部众去攻打尼堪外兰，克图伦，尼堪外兰逃到鹅尔浑。1587年努尔哈赤又攻克鹅尔浑，尼堪外兰逃到明朝领地。努尔哈赤请求辽东总兵李成梁押还尼堪外兰，努爾哈赤处死尼堪外兰。同年，在“建州老营”的废址上建城，该城在1621年后金迁都辽阳后被称为赫图阿拉，即“旧老城”（今辽宁省新宾县永陵镇二道村）。努尔哈赤在李成梁的扶植下逐渐强大，将女真部落逐一收服。1593年九月，叶赫、辉发、乌拉、哈达（以上为海西女真的“扈伦四部”）、锡伯等九个部落联合攻打努尔哈赤。在古勒山之战努尔哈赤击败九部。1603年努尔哈赤收哈达。1607年收辉发，1613年收乌拉。万历四十三年（1615年），李成梁去世。
万历四十四年（1616年），努尔哈赤在赫图阿拉称“覆育列国英明汗”，国号“大金”，史称后金。明万历四十六年（1618年），努尔哈赤以明朝偏袒女真叶赫部等理由，颁布“七大恨”，起兵造反。

#### 周旋遼東

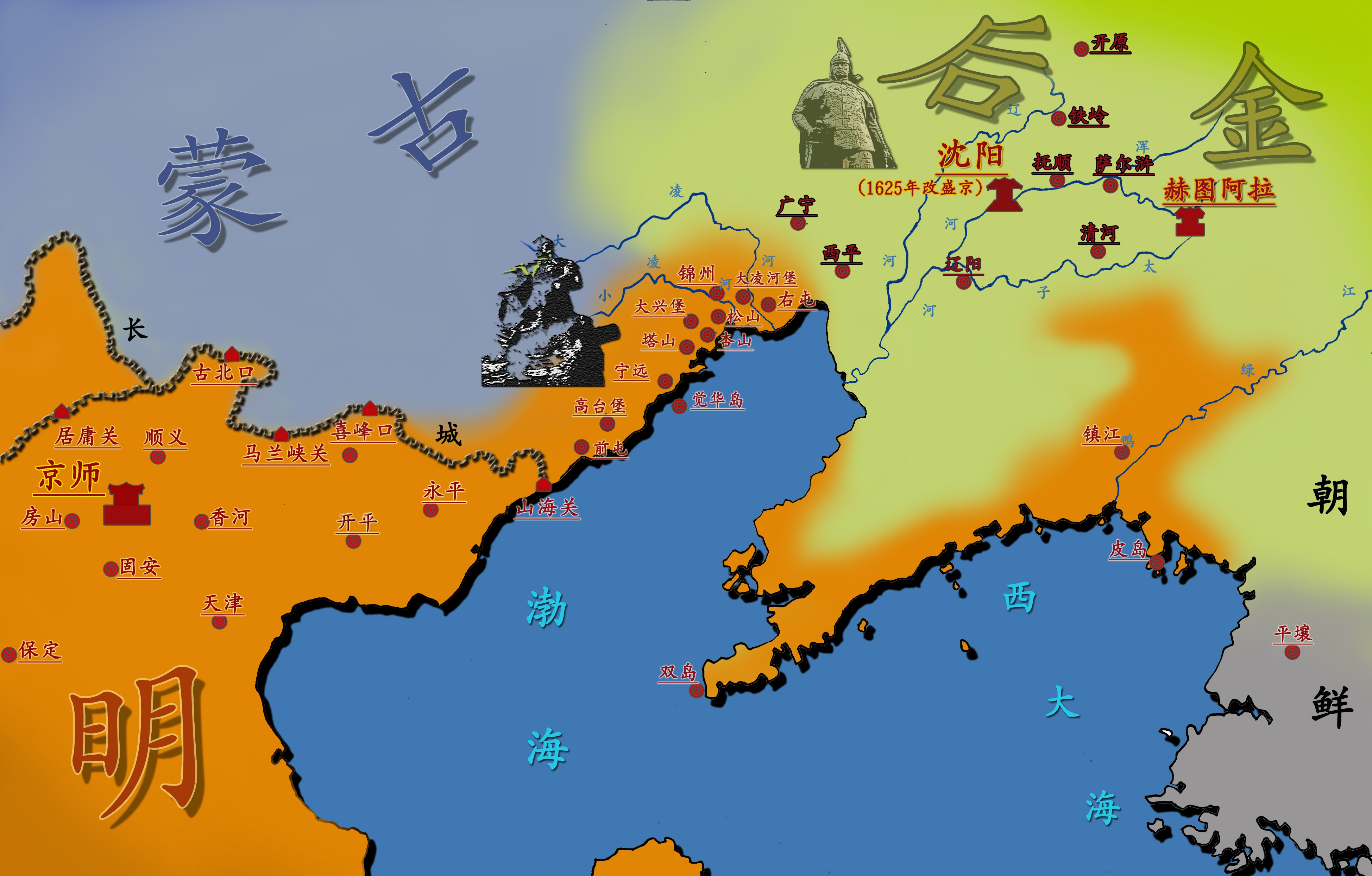
1616年-1636年辽东地区形势图

萬曆末年遼東遭遇凶年，“流离道路，饿莩相望”，這是努爾哈赤起兵的重點之一。萬歷四十六年（1618年）正月，努爾哈赤對諸貝勒宣布：“吾意已決，今歲必征大明國！”，四月十三日以七大恨告天，起兵反明。努爾哈赤進攻抚顺，守将李永芳不戰而降。又克清河，殺守将邹储贤。最關鍵的戰事發生於万历四十七年（1619年）三月爆發的萨尔浒之战，努爾哈赤大败四路明军。
1626年，努爾哈赤發動寧遠之役，遭明朝大將袁崇煥擊敗，不久憂憤而死，其子皇太極繼位。1627年，明熹宗去世，其弟朱由检繼位。

#### 清兵入塞
1629年，皇太極改採繞道長城以入侵北京城，史稱己巳之變，袁崇煥緊急回師，與皇太極對峙於北京廣渠門。但是，皇太極散布了袁崇煥叛國謠言，崇祯帝大怒，经三司会审，凌遲處死了袁崇煥。
其後皇太極多番遠征蒙古，終於在六年後徹底擊敗林丹汗，取得了元朝傳國玉璽，1636年在盛京稱帝，改國號為大清，建立清朝。並且陸續發起五次經長城入侵明朝直隸、山東等地區烧杀劫掠，史稱清兵入塞。當時直隸連年災荒疫疾，民不聊生。
1639年至1642年，崇祯帝集结华北明军主力13万人与清军主力11万人进行总决战——松锦之战。此战明军全军覆没，明军防线从锦州退缩至宁远。1643年，清军发动宁远卫之战。虽然宁远总兵吴三桂在宁远城下击退清军，但是辽西走廊其余屯堡全部陷落。至此宁远成为明军在东北最后的孤立要塞。

### 入主關內

#### 滅李自成
清灭大顺之战主要戰場在陝西、河南。1644年，大顺军逼近北京，吴三桂放弃宁远入关勤王。4月25日（三月十九日）甲申之變，闖王李自成入主北京，建大順，明朝滅亡。此时吳三桂尚未到达北京，于是撤军返回山海关闭关自守。由于与李自成矛盾激化，吴三桂引清军进入山海關，於遼西一片石之戰合兵擊敗李自成的大顺军，李自成退守陝西，1644年6月6日清順治帝在北京登基。阿濟格、吳三桂與多鐸、孔有德分陝北、河南二路攻擊李自成，李自成南逃至湖北九宫山戰死。

#### 攻入江淮
南明在江北四鎮（淮安、揚州、廬州、泗州）部署兵力，惟各自為營，均被攻陷。1645年5月，清军围攻長江北岸最後一道防線扬州，史可法死守，5月20日（四月二十五日）城破後屠城十天，史称“扬州十日”。
6月1日（五月初八）凌晨，清军自揚州府瓜洲渡江，镇江巡抚杨文骢和鎮江總兵郑鸿逵戰敗南逃，清軍奪镇江。6月3日南明弘光帝從南京出逃安徽。6月8日（五月十五日），清军入南京，魏国公徐胤爵、保国公朱国弼、灵璧侯汤国祚、定远侯邓文郁，及尚书钱谦益、大学士王铎、都御史唐世济等人剃髮降清。
入關戰爭屠殺事件频发，在江南一帶尤甚，如扬州十日、嘉定三屠、江阴之屠、大同之屠、庚寅之劫、屠蜀、广州之屠等。。

#### 南明興衰
崇祯帝的堂兄福王朱由崧稱帝，即弘光帝，南明成立，然而弘光朝因為黨爭與宦官之亂而分裂。南京失陷後，弘光帝逃至蕪湖被活捉后送到北京，1646年被處死。
弘光帝失败後，魯王朱以海於浙江紹興監國，而唐王朱聿鍵在武裝海商集團首領鄭芝龍等人的擁立下，於福建福州稱帝，即隆武帝。然而這兩個南明主要勢力互不承認彼此地位而互相攻打。1651年在舟山淪陷後，魯王朱以海在張名振、張煌言陪同下，赴廈門依靠郑芝龍之子鄭成功，1662年病死在金門。
隆武帝屢議出師北伐，然而得不到鄭芝龍的支持而終無所成。1646年，清軍分別占領浙江與福建，魯王朱以海逃亡海上，隆武帝於汀州逃往江西時被俘而死。鄭芝龍向清軍投降，由於其子鄭成功起兵反清而被清廷囚禁。朱聿鍵死後，其弟朱聿在廣州受侍郎蘇觀生及廣東藩司顧元鏡擁立稱帝，即紹武帝，於同年年底被清將李成棟攻滅。桂王朱由榔於廣東肇慶稱帝，即永曆帝。
1646年，永曆帝獲得瞿式耜、張獻忠餘部李定國、孫可望等勢力以及福建鄭成功勢力的支援之下展開反攻，同時各地降清的原明軍將領先後反正。1648年，江西金聲桓、廣東李成棟、廣西耿獻忠與楊有光率部反正，一時之間南明收服華南各省。然而於同年，清將尚可喜率軍再度入侵，先後占領湖南、廣東等地。1650年，清军再次占领广州。
1652年，李定國、孫可望發動第二次反攻，在桂林逼死定南王孔有德，又在衡州斩杀敬谨亲王尼堪。1659年，鄭成功一度包圍南京。然而，各路明軍因為距離互相難以照應，內部又發生孫可望等人的叛變，第二次反攻以節節敗退告終。1661年，清軍三路攻入云南，永曆帝流亡缅甸首都曼德勒，被缅甸王莽達收留。後吴三桂攻入缅甸，莽達之弟莽白乘机发动政变，杀死其兄。8月12日，莽白發動咒水之难，杀盡永曆帝侍從近衛。1662年，永曆帝最後被繳給吴三桂，被其以弓弦絞死，李定国闻讯后亦病死，南明灭亡。
此時反清勢力只剩夔東十三家軍與在台灣的明鄭。李自成餘部在湖南抗清失敗後，轉移到川、鄂山區進行活動，在夔州府以東地區繼續抗清，稱為夔東十三家軍。1662年清軍開始攻打之，到1664年首領李來亨被殺而亡。

### 明朝餘緒

#### 三藩之亂
清初，由於滿洲力量不足，因此「以漢制漢」，以漢人降將管理華南：
- 吴三桂封平西王（1644年），镇守云南，兼辖贵州、部分四川、湖南。
- 尚可喜封平南王（1649年），镇守广东、部分廣西，子尚之信奪位（1676年）。
- 耿仲明封靖南王（1649年），镇守福建，大本營于福州，耿仲明死後，子耿继茂（1651年）、孫耿精忠（1671年）袭封。

1673年，康熙帝打算撤銷三藩，吴三桂率先举兵反叛，以反清复明为号召，自称“总统天下水陆大元帅、兴明讨虏大将军”，分兵攻陷湖南、四川。耿精忠（耿继茂之子）、平南王尚可喜之子尚之信（起兵罷黜其父而即位），先后响应于福建和广东，广西孫延齡、陕西王輔臣亦反，台灣奉明朔的延平郡王鄭經也率大軍十五萬登陸福建。吳三桂急派其得力大將左都督王屏藩出兵漢中前往支援，郑蛟麟與王辅臣部在陕西平阳关围歼清將莫洛所率十万余人，莫洛陣亡，西線戰場形勢趨於嚴峻。康熙十四年（1675年），吴三桂之子吴应熊与孙子吴世霖被处死。
康熙十五年（1676年）起，战场形势开始有利于清军，陝西的王輔臣與清廷對峙三年之後，終於接受康熙的招撫。耿精忠势穷乞降，尚之信也继而降清。吴三桂占领湖南后，未趁王輔臣之響應，溯江北上，坐失战机，而清军则贯注全力，收复湖南大片土地。康熙十七年（1678年），吴三桂在称帝后病死，其孙吴世璠继位，康熙十八年（1679年），清兵連克常德、衡州等地。吴军退据武岗、辰龍關。八月，岳乐、喇布等攻破武岗。大將軍安親王岳樂克長沙，大將軍簡親王喇布收復衡州，傅宏烈等部收桂林，陝甘清軍收復漢中、重慶、成都。康熙十九年（1680年），辰龍關破，吳世璠退回昆明。至此湘、蜀、黔、桂等省被清军次第收复。康熙二十年（1681年），雲貴總督蔡毓榮、平寇大將軍彰泰、賴塔等從蜀、黔、桂三路圍昆明，十月趙良棟绿营破昆明，吴世璠自杀。

#### 明鄭政權
鄭成功在南京之戰失敗後退回金門、廈門，於1662年率軍攻入荷蘭東印度公司統治下的台灣岛南部，定都承天府（今台灣台南），史稱明鄭王朝，不久，鄭成功在厦门病死。其弟鄭襲與其子鄭經發生內鬨，爆發了嗣位之爭，鄭經勝出。即位後，鄭經曾派兵支援三藩之亂。1681年，鄭經逝世，權臣馮錫範與宗室鄭聰發動東寧之變，殺監國鄭克𡒉，改立鄭克塽嗣位，明鄭國勢大衰。1683年，清朝康熙帝命施琅為水師提督進攻台灣。郑克塽投降，明鄭灭亡。

## 影响
明末，鼠疫與旱災在中國盛行，直隸「一望極目，田地荒涼」，河南「滿目榛荒，人丁稀少」。四川经战爭兵火更是「榛榛莽莽，如天地初辟」。顺治二年，御史刘明瑛称：“比年以来，烽烟不靖赤地千里，由畿南以及山东，比比皆然。”顺治八年和硕端重亲王形容山西：“田地榛芜，生齿雕耗，……其侥幸如故者十不一二”。湖北“横亩皆焦，……村尽逃亡之屋”。顺治八年，江西巡抚夏一鹗称：“膏腴上亩，土结水枯，极目秋原，草深数尺”。
明末清初之际经鼠疫的大爆发和长年旱灾和饥荒，再加上随后的长期战争，包括明末大规模民变和清军入关，至清初整個中國南北皆成廢墟。长年的战争直到顺治末、康熙初年才基本平定下来。康熙帝亲政后，革除弊政，并开始采取一系列与民休息的政策，社会经济逐渐恢复，为后来的康雍乾盛世打下了基础。
明清易代時所爆發的入關戰爭，清朝以12万的兵力入關，襲捲整個华北和华南。清人趙烈文曾表示：“国初创业太易，诛戮太重，所以有天下者太巧。天道难知，善恶不相掩，后君之德泽，未足恃也。”

### 引用
1. ↑  路遇、滕澤之：《中國人口通史－第２卷》, 山東人民出版社, p. 669.
2. ↑  顧誠：《明末農民戰爭史》, 光明日報出版社, pp. 197-198.
3. ↑  茅瑞征. . 明朝. 16世纪  [2020-04-20]. （原始内容存档于2020-04-25）.
4. 1 2 3 4 5 6  姜公韜. . : 第76頁－第82頁.
5. ↑  黄宗羲《建夷考》记载：“正统时，建州卫指挥董山，煽诱北虏入寇，杀掠不绝。景泰中，巡抚王，遣使招谕。稍归所掠。复款关。 ”
6. ↑  趙爾巽. .
7. ↑  談遷. . : 第5905頁.
8. ↑  抱陽生. . . 崇禎十六年二月北京，“大疫，人鬼錯雜。薄暮人屏不行。貿易者多得紙錢，置水投之，有聲則錢，無聲則紙。甚至白日成陣，牆上及屋脊行走，揶揄居人。每夜則痛哭咆哮，聞有聲而逐有影”。谷應泰《明史紀事本末》卷七十八中說「“京師內外城堞凡十五萬四千有奇，京營兵疫，其精銳又太監選去，登陴訣羸弱五六萬人，內閹數千人，守陴不充”。
9. 1 2 3 4  姜公韜. . . : 第73頁－第93頁.
10. ↑  《明季南略》：「五月七日（甲午），揚州士紳王傅龍奏：『東省附逆，河北悉為賊有，淮、揚人自為守。不意賊警未至，而高兵先亂。自傑渡河掠徐，至泗、至揚，四廂之民何啻百萬；殺人則積屍盈野、汙淫則辱及幼女。新舊城環圍，絕糧已經月余。何不恢已失之州邑而殺自有之良民也』！十六日（癸卯），傑屯兵揚州城下。淮撫黃家瑞漫無主張，守道馬鳴騄晝夜督民守城，集眾議事；進士鄭元勛與傑善，親詣高營解紛。遂入城，勸家瑞放高兵入城，便可帖然。謂傑有福王劄，命駐揚州；宜善禦之，毋攖其暴亂。士民嘩曰：『城下殺人如是，元勛不見耶』？元勛強為傑辨，眾怒指為傑黨；且曰：『不殺元勛，城不可守』。遂寸斬之城樓。鳴騄疾走泰州。傑恨；攻益力。史可法以義喻解之，始移駐瓜州。及設四鎮，傑卒駐揚：澤清駐淮，良佐駐鳳、泗，黃得功駐廬。得功心薄之，因提兵爭淮、揚，與傑戰；不勝。朝廷聞之，升萬元吉太僕少卿，監江北軍解之，始各罷兵。隸傑於史可法標下，為前部總兵官。「甲乙史」雲：五月十八日（乙巳），萬元吉言：『臣奉命犒師，沿途兵言構禍，寸步皆阻；揚州民尤甚，閉城登陴已十餘日。乃兵與民相殺，民又與兵相殺；成何紀律？頃接水營將張士儀言：「寇奔清河，官兵擊燒賊舡殆盡。若高、劉、黃將潛師以濟，一鼓殲之，即可稱中興第一功也」』。初，黃得功分地揚州，高傑、劉澤清以繁富爭之；縱兵淫掠，揚人大哄。得功兵至天長，傑、澤清欲拒；又值李棲鳳、高文昌兵至，眾心洶洶。元吉移得功書，期共戮力王室；得功自明無他，欲聯絡各鎮鼓勇殺賊。元吉以得功書馳示傑等，始肯相戢。然傑部悍，終不自製。
11. ↑  古洛東《聖教入川記》，四川人民出版社，第32頁
12. ↑  史景遷《追尋現代中國－最後的王朝》
13. ↑  刘健《庭闻录》记：“七月十九日，缅酋尽杀永历从臣。”
14. ↑  《平定三逆方略》，卷50，6页。
15. ↑  《清世祖实录》卷14
16. ↑  《明清史料》丙编，户部题本
17. ↑  顺治八年六月二十六日，江西巡抚夏一鹗题奏，《户部抄档－地丁题本》。
18. ↑   參:

## 外部連結
- 陳永明：〈鼎革困局下的政治抉擇：論明清易代之際北都明臣的降清〉.
- 陳永明：〈降清明臣與清初輿論 （页面存档备份，存于）〉.
- 司徒琳：〈儒者的創傷——《餘生錄》的閱讀 （页面存档备份，存于）〉.